# Hvannadalshnjúkur
Le Hvannadalshnjúkur ['kʰvanːataˑlsˌn̥uːkʏr̥], toponyme islandais signifiant littéralement en français « le pic de la vallée des angéliques », est une montagne d'Islande culminant à 2 109,6 mètres d'altitude ce qui en fait le point culminant de ce pays. Inclus dans le parc national de Skaftafell, il en est l'un des symboles.

## Géographie

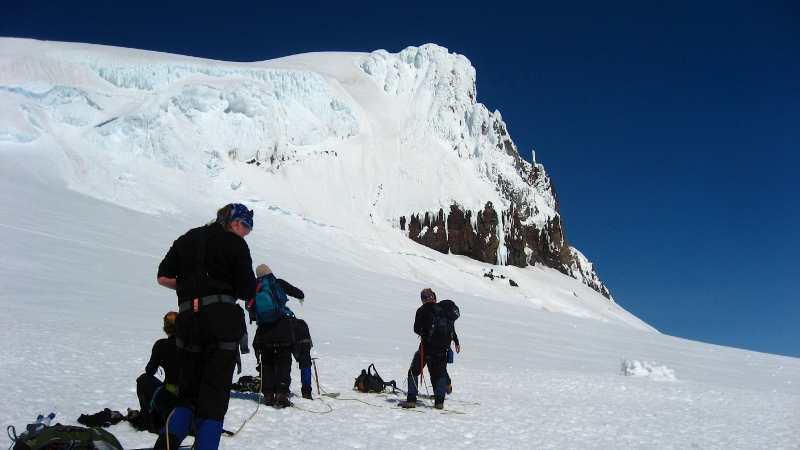
Alpinistes faisant une pause juste sous le sommet du Hvannadalshnjúkur.

Le Hvannadalshnjúkur constitue le rebord nord de la caldeira de l'Öræfajökull remplie par le glacier du même nom qui s'en échappe en donnant naissance à de nombreuses langues glaciaires secondaires tombant en séracs le long de ses flancs pentus.
Le flanc ouest du Hvannadalshnjúkur domine le hameau de Svínafell tandis que son versant nord, beaucoup plus abrupt, surplombe les séracs du Svínafellsjökull.
En août 2005, de nouveaux calculs de l'altitude de la montagne l'ont abaissée de 2 119 à 2 109,6 mètres.

## Ascension
Le naturaliste islandais Sveinn Pálsson a réalisé la première ascension du Hvannadalshnjúkur le 11 août 1794.

### Sources
- (is) Ari Trausti Guðmundsson et Pétur Þoŕleifsson, Íslensk fjöll : Gonguleiðir á 151 tind, Reykjavík, Mál og Menning, 2004, 334 p. (ISBN 9979-3-2493-7)
- (is) Mál og Mennin, Kortabók : Atlas routier, Reykjavík, Edda, 2004, 128 p. (ISBN 9979-3-2002-8)Atlas routier d'Islande